# Víktor Chukarin
Víktor Chukarin (Óblast de Donetsk, Ucrania, 9 de noviembre de 1921-Leópolis, 25 de agosto de 1984) fue uno de los mejores gimnastas artísticos soviéticos ganador de siete medallas de oro olímpicas en la década de 1950.

## Biografía
Chukarin nació a finales de 1921 en Krasnoarmeyskoye, un pueblo del oeste de Ucrania, de padre cosaco del Don y madre griega. Pronto su familia se mudó a Mariúpol —una ciudad al sureste del país, a la orilla del mar Negro— donde comenzó a aprender gimnasia. En 1941 entró como voluntario de la Armada Soviética en la Segunda Guerra Mundial y fue capturado cerca de Poltava y enviado a un campo de prisioneros de guerra en Sandbostel, en el norte de Alemania. De ese campo de prisioneros pasó a otros durante cuatro años, hasta que fue liberado al término de la guerra en 1945, cuando pesaba solo 40 kg. En ese momento volvió a entrenar como gimnasta en la ciudad de Leópolis.

## Carrera deportiva
Su mayor triunfo es haber conseguido siete medallas de oro entre las Olimpiadas de Helsinki 1952 y las de Melbourne 1956, en las pruebas de caballo con arcos, barras paralelas, salto de potro, la competición general individual o el concurso por equipos. También ha logrado cuatro medallas de oro en el Mundial de Roma 1954.
En 1957, junto con la gimnasta Larisa Latynina, recibió la Orden de Lenin, convirtiéndose ambos así en ser los primeros deportistas en poseerla.